# Djibélor
Djibélor (ou Jibelor) est un village du Sénégal situé en Basse-Casamance, au sud-ouest de Ziguinchor. Il fait partie de la communauté rurale de Niaguis, dans l'arrondissement de Niaguis, le département de Ziguinchor et la région de Ziguinchor.
Lors du dernier recensement (2002), la localité comptait 64 personnes et 9 ménages.